# LastSeen. Bilder der NS-Deportationen
#LastSeen. Bilder der NS-Deportationen ist ein Projekt, das alle Bilder der Deportationen aus dem Deutschen Reich erfasst und systematisch erschließt und sie digital in einem Bildatlas veröffentlicht. Zudem werden im Rahmen des Projekts Workshops für Jugendliche angeboten sowie ein browserbasiertes Online-Game, in dem Schüler eigenständig zur Geschichte der Deportationen und der Fotos recherchieren können.

## Beschreibung
#LastSeen. Bilder der NS-Deportationen ist ein internationales Kooperationsprojekt, in dem  Institutionen aus der NS-Forschung und Bildung gemeinsam daran arbeiten, fotografische Quellen zu den NS-Deportationen von  Juden, Sinti und Roma sowie der Opfer der NS-„Euthanasie“ systematisch zusammenzuführen, wissenschaftlich zu erschließen und digital zugänglich zu machen. Die Verbundpartner des Projekts sind Arolsen Archives, Gedenkstätte Hadamar, Public History München, Selma Stern Zentrum für jüdische Studien Berlin-Brandenburg, das USC Dornsife Center for Advanced Genocide Research sowie die Gedenk- und Bildungsstätte Haus der Wannsee-Konferenz. Während der ersten Phase Oktober 2021 – März 2023 wurde das Projekt von der Stiftung „Erinnerung Verantwortung und Zukunft“ gefördert. Seit 2023 wird #LastSeen von Alfred Landecker Foundation unterstützt.
Beim Projektstart von #LastSeen 2021 war bekannt, dass Bilder von Deportationen aus mindestens 31 Orten überliefert sind. Auf den Fotografien aus 27 dieser Orte sind Personen abgebildet, die als  Juden verfolgt wurden, während die Bilder aus vier Orten im Rahmen des Porajmos entstanden sind. Zu Beginn der ersten Förderphase des Projekts wurden über 1.500 Archive in Deutschland kontaktiert. Aus den Rückmeldungen konnten neben einigen Fotofunden auch zahlreiche weiterführende Informationen gewonnen werden. Parallel dazu wurde eine systematische Sichtung der fachwissenschaftlichen und sogenannten grauen Literatur durchgeführt. Zudem wurden digitale Repositorien, wie die Fotodatenbank von Yad Vashem oder des United States Holocaust Memorial Museum durchsucht. Wichtige Hinweise stammen auch von Fachkollegen, lokalen Gedenkinitiativen und aus der interessierten Öffentlichkeit. Noch immer werden Hinweise auf weitere Bilder erhalten, da die Veröffentlichung des Bildatlas den Blick auf das Deportationsgeschehen geschärft und zu neuen Funden beigetragen hat. Diese Aufnahmen waren bisher häufig falsch zugeordnet oder befinden sich in noch nicht katalogisierten Beständen einzelner Archive.
Alle Bilder, die im Rahmen des Projekts veröffentlicht werden, durchlaufen eine wissenschaftliche Erschließung durch das Forschungsteam. Dabei werden Informationen über die Entstehung und Überlieferung der Fotografien gesammelt, und die Bildinhalte werden in Verbindung mit historischem Wissen über die entsprechenden Ereignisse analysiert. Jedes Foto wird als Dokument in seiner Gesamtheit betrachtet, weshalb auch Rückseiten und mögliche Kontextseiten (zum Beispiel aus Fotoalben) in die Analyse einfließen und im Bildatlas präsentiert werden. Wenn es gelingt, Personen zu identifizieren, werden diese mit ihren Biografien und, wenn möglich, mit personenbezogenen Quellen im Bildatlas dargestellt. Die Erschließung der Bildinhalte bildet die Grundlage für ein Filtersystem, das es ermöglicht, die Fotografien unter verschiedenen Gesichtspunkten zu sortieren und zu durchsuchen. Alle Fotos werden georeferenziert und können präzise auf der jeweiligen Karte betrachtet werden.

## Bildatlas
Im Bildatlas werden alle überlieferten Fotografien von Deportationen aus dem Deutschen Reich zwischen 1938 und 1945 in einer kuratierten und wissenschaftlich kontextualisierten Form digital veröffentlicht. Dank der komplexen Filterstruktur und der Annotationen, die historisches Kontextwissen zu den Fotografien bieten, vereint der Bildatlas die Funktionen einer digitalen Edition und einer interaktiven Ausstellung. Er ermöglicht verschiedenen Zielgruppen einen gebündelten digitalen Zugang zu den Deportationsfotos.
Zu jedem Bild im Bildatlas stehen detaillierte Informationen zur Verfügung. Diese umfassen neben einer aussagekräftigen Bildunterschrift eine kurze Beschreibung der Deportation sowie Hinweise auf weiterführende Quellen und Literatur. Zudem werden Informationen über die Bildserie als Ganzes und ihre Überlieferung bereitgestellt, sowie eine Kurzbiografie der Fotografen (sofern bekannt). Die Menge und wissenschaftliche Validität der bereitgestellten Informationen können je nach Quellenlage variieren. Alle Fotografien im Bildatlas sind annotiert.

### Ethik
Die im Bildatlas und dem Lernspiel von #LastSeen veröffentlichten Fotografien sind unter äußerst gewaltsamen Bedingungen entstanden. Sie dokumentieren die strukturelle Gewalt des NS-Regimes sowie die verbrecherische Misshandlung seiner Opfer durch deutsche Täter und Täterinnen – oft in aller Öffentlichkeit. Auf den Bildern wird die Entwürdigung der Verfolgten sichtbar. Ihre Reproduktion bedeutet, die Viktimisierung und den Blick der Täter zu wiederholen. Daher geht die Veröffentlichung dieser Bilder mit einer großen Verantwortung einher.
Die Publikation von Fotografien, die in der Regel den Kameras der Täter entstammen und ohne das Einverständnis der abgebildeten Verfolgten aufgenommen wurden, wirft zahlreiche ethische Fragen auf. Ist die Veröffentlichung angemessen oder verstärkt sie die Entwürdigung und Entrechtung der Verfolgten? Welche Art der kuratorischen Einbettung ist für eine digitale Edition von Gewaltbildern erforderlich? Wie andere historische Quellen enthalten auch Fotografien zeitgenössische Sprache. Die häufig als Bildunterschriften oder Rückseitentexte formulierten Erläuterungen sind oft antisemitisch oder antiziganistisch und beinhalten Zynismen oder Euphemismen. Da das Projekt einen hohen Anspruch an die Genauigkeit im Umgang mit den Quellen hat, werden diese Texte ebenfalls abgebildet und gegebenenfalls transkribiert, insbesondere wenn die Handschriften schwer lesbar sind. Dadurch werden, wie bei den Bildinhalten selbst, ideologische Elemente des Nationalsozialismus reproduziert. Daher hat die wissenschaftliche Einbettung der Fotografien im Bildatlas höchste Priorität.

## Bildungsangebot
Das digitale Bildungsangebot zum Thema Deportationen aus dem Deutschen Reich umfasst neben dem Bildatlas auch ein browserbasiertes Lernspiel, das als Serious Game bezeichnet wird. In diesem Spiel können die  Nutzer eigenständig Wissen über die historischen Ereignisse anhand einer Reihe von Deportationsfotografien rekonstruieren und sich aneignen. Die Spieler übernehmen die Rolle von Bloggern, die auf einem Dachboden nach Informationen suchen, um einen Blogbeitrag über die Deportation aus einer bestimmten Stadt zu verfassen.
Das zentrale didaktische Ziel besteht darin, die Analyse von Fotografien auf eine interaktive und ansprechende Weise zu gestalten. So haben Lernende die Möglichkeit, sich selbst Wissensinhalte über die Deportationen sowie den nationalsozialistischen Genozid an  Juden sowie Sinti und Roma anzueignen. Dieses Spiel richtet sich an Schüler ab 14 Jahren und ist in den Versionen „München 1941“ und „Eisenach 1942“ verfügbar. Zudem werden dem Spiel Hilfsmaterialien für Multiplikatoren bereitgestellt.

## Auszeichnungen
- Webby Award Honoree in den Kategorien "Kids & Family", "Public Service & Social Impact"
- Grimme Online Award 2024 in der Kategorie "Wissen und Bildung"
- Digamus Award 2024 in der Kategorie „Apps und Games“
- Anthem Awards 2024 in den Kategorien "Digital & Innovative Experiences", "Special Projects"
- Lovie Awards 2024 in den Kategorien "Apps, Platforms & Software: Education & Reference", "Apps, Platforms & Software: Games" sowie "Beyond: Education"
- ADC Award in der Kategorie "Immersive Web Experience"